# Грант Гастин
Грант Гастин (енгл. Grant Gustin) је амерички глумац рођен 14. јануара 1990. године у Вирџинији.

## Каријера
На телевизији се први пут појавио 2011. године у серији Гли. У тој серији Грант је глумио средњошколца Себастијана.2013. је глумио у серији Беверли Хилс, 90210:Следећа генерација.Наредне године добија главну улогу јунака из стрипа Берија Алена у серији Флеш, чије је приказивање и даље у току. Тумачи истог лика у још четири серије:Стрела,Виксен,Супердевојка и Легенде сутрашњице.Глумио је у филмовима Мамина ноћна мора,Кристал,Афлуенца и Виксен:Филм који се још увек снима.

## Награде
2015. године је освојио награду Филмске Академије за научну фантастику,фантазију и хорор, за најбољег глумца у ТВ серијама.
2016. године освојио је награду по избору тинејџера за најбољег ТВ глумца у серији Флеш.
2017. године победио је у избору за најбољег акционог глумца за улогу у серији Флеш, такође по избору тинејџера.